# Province de Cutervo
La province de Cutervo (en espagnol : Provincia de Cutervo) est l'une des neuf provinces de la région de Cajamarca, dans le centre du Pérou. Son chef-lieu est la ville de Cutervo.

## Géographie
La province couvre une superficie de 3 028,46 km2. Elle est limitée au nord par la province de Jaén, au nord-est par la province d'Utcubamba (région d'Amazonas), au sud par les provinces de Hualgayoc, de Santa Cruz et de Chota, à l'ouest par la province de Ferreñafe (région de Lambayeque).

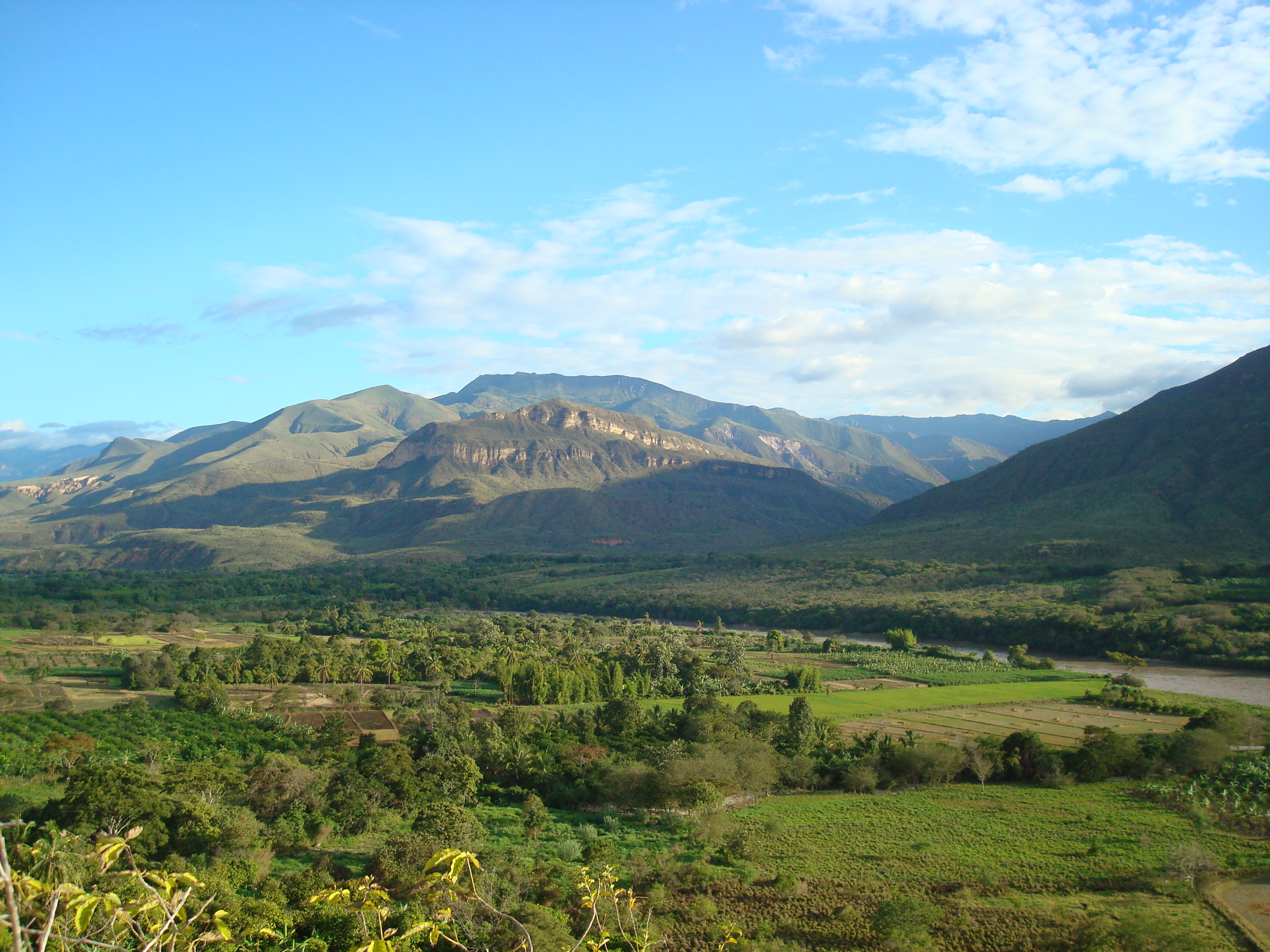
District de Santo Tomás (au fond), district de Toribio Casanova (à droite) et fleuve Marañón vus de près de Tactago (district de Cumba, province d'Utcubamba)

## Histoire
La province fut créée le 22 octobre 1910.

## Population
La population de la province s'élevait à 138 213 habitants en 2007.

## Subdivisions
La province de Cutervo est divisée en quinze districts :
- Callayuc
- Choros
- Cujillo
- Cutervo
- La Ramada
- Pimpingos
- Querocotillo
- San Andrés de Cutervo
- San Juan de Cutervo
- San Luis de Lucma
- Santa Cruz
- Santo Domingo de la Capilla
- Santo Tomás
- Socota
- Toribio Casanova